# Mexikos Grand Prix 1968
Mexikos Grand Prix 1968 var det sista av tolv lopp ingående i formel 1-VM 1968.  

## Resultat
1. Graham Hill, Lotus-Ford, 9 poäng
2. Bruce McLaren, McLaren-Ford, 6
3. Jackie Oliver, Lotus-Ford, 4
4. Pedro Rodríguez, BRM, 3
5. Joakim Bonnier, Jo Bonnier (Honda), 2
6. Jo Siffert, R R C Walker (Lotus-Ford), 1
7. Jackie Stewart, Tyrrell (Matra-Ford)
8. Vic Elford, Cooper-BRM
9. Henri Pescarolo, Matra
10. Jack Brabham, Brabham-Repco (varv 59, oljetryck)

### Förare som bröt loppet
- Johnny Servoz-Gavin, Tyrrell (Matra-Ford) (varv 57, tändning)
- Dan Gurney, Eagle (McLaren-Ford) (28, upphängning)
- Piers Courage, Reg Parnell (BRM) (25, motor)
- Lucien Bianchi, Cooper-BRM (21, motor)
- John Surtees, Honda (17, överhettning)
- Chris Amon, Ferrari (16, transmission)
- Moisés Solana, Lotus-Ford (14, trasig vinge)
- Denny Hulme, McLaren-Ford (10, upphängning)
- Jean-Pierre Beltoise, Matra (10, upphängning)
- Jacky Ickx, Ferrari (3, tändning)
- Jochen Rindt, Brabham-Repco (2, tändning)